# Stazione di Albairate-Vermezzo
La stazione di Albairate-Vermezzo è una stazione ferroviaria della linea Milano-Mortara, a servizio dei comuni di Albairate e Vermezzo con Zelo.

## Storia
La stazione fu attivata il 7 dicembre 2009, in contemporanea con l'attivazione del raddoppio del binario proveniente dalla stazione di Milano San Cristoforo. Albairate è località di passaggio dal doppio binario al binario semplice.
Con l'introduzione dell'orario estivo del 12 giugno 2011, l'impianto divenne capolinea della linea S9 del servizio ferroviario suburbano di Milano e punto d'interscambio fra treni suburbani e treni regionali.

## Strutture e impianti
La stazione conta quattro binari, serviti da tre banchine collegate da un sottopassaggio.

## Movimento
La stazione è servita:
- dai treni regionali Trenord in servizio tra Milano Porta Genova e Mortara, con alcune corse prolungate ad Alessandria, a cadenza oraria con rinforzi nelle ore di punta.
- dalla linea S9 del servizio ferroviario suburbano di Milano, che collega Albairate-Vermezzo a Saronno, a cadenza semioraria.

## Servizi
- Biglietteria automatica

## Interscambi
- Fermata autobus